# Tephritis labecula
Tephritis labecula är en tvåvingeart som beskrevs av Foote 1959. Tephritis labecula ingår i släktet Tephritis och familjen borrflugor. Inga underarter finns listade i Catalogue of Life.